# Malachiasz (prorok)
Malachiasz, (hebr. ‏מַלְאָכִי‏‎, Mal'akhi, łac. Malachias, cs. Пророк Мала́хия) – żyjący w V wieku p.n.e. prorok, autor Księgi Malachiasza, będącej ostatnią w grupie dwunastu ksiąg proroków mniejszych Starego Testamentu (w Biblii hebrajskiej Trej Asar (תרי עשר)). Prorok Malachiasz jest świętym Kościoła katolickiego i Cerkwi prawosławnej. Nie ma pewności, czy Malachiasz jest imieniem własnym proroka, czy też imieniem pospolitym oznaczającym wysłańca.

## Identyfikacja Malachiasza
Jedynym źródłem informacji o Malachiaszu jest księga zatytułowana jego imieniem, które pojawia się w niej tylko jeden raz:

Wyrok. Mowa Pana do Izraela za pośrednictwem Malachiasza.

Imię to nie jest wspominane w innych księgach Biblii; brakuje także informacji o pochodzeniu (podobnie jak w przypadku proroków Habakuka i Aggeusza), zawodzie, imieniu ojca i samym tytule „proroka”.
Wśród badaczy nie ma zgody co do tego, czy słowo Malachiasz to imię, tytuł proroka, czy też przypisana sobie przez anonimowego autora rola posłańca Bożego, a podobne słowo w takim kontekście pojawia się w Ml 2,7 i Ml 3,1.
Rozbieżności mogły powstać za sprawą greckiego tłumacza, który w Septuagincie przełożył z hebrajskiego Brzemię słowa Pańskiego w ręce Malachi na (...) w ręce anioła tj. posła Jego (gr. ἄγγελος), pozbawiając je jednocześnie cech imienia własnego. Na tej podstawie Orygenes i Tertulian sądzili, że prorok był aniołem.
Współcześnie popularna jest hipoteza, iż przypisane autorowi imię Malachiasz pochodzi z frazy zaczerpniętej z Księgi Malachiasza 1,1, która pierwotnie mogła brzmieć przez mojego posłańca, co krytycy dezawuują faktem, iż posłaniec, o którym mowa później (Ml 3,1), należy do eschatologicznej przyszłości i utożsamiany jest przez autora z prorokiem Eliaszem (Ml 3,23; 4,4). Większość naukowców za Ojcami Kościoła: Janem Chryzostomem, Cyrylem Aleksandryjskim, Augustynem z Hippony czy Teodoretem z Cyru uznaje, iż prorok nosił imię własne Malachiasz. W Biblii Tysiąclecia we wstępie do Księgi Malachiasza, podaje się etymologię imienia: Hebrajskie imię autora, Malaki, jest prawdopodobnie skróconą formą Malakjah (=„malak Jahwe”) i etymologicznie oznacza „posłem jest Jahwe” lub „poseł Jahwe”. 
Niektórzy egzegeci identyfikują Malachiasza z Nehemiaszem, zaś zgodnie z tradycją żydowską zapisaną w Targumach autorstwo księgi przypisywane jest też Ezdraszowi – Ml 1,1 w przekładzie targumowym podaje: mój posłaniec imieniem Ezdrasz, skryba. Pogląd ten podzielał Hieronim ze Strydonu. Z kolei Klemens Aleksandryjski domniemywał, iż Malachiasz był Jezusem, synem Jozedeka.

## Okres działalności
Okres działalności Malachiasza wnioskowany jest na podstawie przedstawianych w księdze informacji. W czasie jego działalności Judeą zarządzał namiestnik (Ml 1,8), co wskazuje na okres perski (od 536 do 331 p.n.e.). Świątynia była już odbudowana, o czym świadczą liczne do niej odwołania, a kapłani zorganizowani (Ml 2,7-9), co miało miejsce po 515 p.n.e. Autor księgi piętnuje małżeństwa mieszane (Ml 2,10-16), czary, cudzołóstwo, krzywoprzysięstwo i ucisk wobec słabych (Ml 3,5). Można z tego wnioskować, że działa przed reformą Nehemiasza, rozpoczętą w 445 p.n.e. i trwającą do ok. 433 p.n.e., lub reformą Ezdrasza, rozpoczętą ok. 428 p.n.e. – choć sama reforma nie usunęła wszystkich nadużyć. Istnieją również teorie, że Malachiasz współpracował z Ezdraszem, czego dowodzić może odniesienie do dziesięciny (Ml 3,10) rozumianej zgodnie z kodeksem kapłańskim (P) propagowanym przez Ezdrasza, a nie deuteronomicznym (D) popularnym wówczas w Jerozolimie. Malachiasz jednak nie znał dokładnie źródła P, którym posługiwał się Ezdrasz, ponieważ nie stosował rozróżnienia na lewitów i kapłanów z rodu Aarona. Jeżeli więc przyjąć, że Ezdrasz przybył do Jerozolimy ok. 428 p.n.e., to znaczy, że Malachiasz działał tuż po tym fakcie.

## Biografia i legenda
Na podstawie znajomości problematyki, którą porusza Malachiasz, wnosi się, że był kapłanem, podobnie jak Jeremiasz i Ezechiel.
Rabini przypisują mu członkostwo wielkiej Synagogi (trybunału). Zgodnie z legendą o życiu spisaną przez Pseudo-Epifaniusza Malachiasz miał urodzić się w Sopha, pochodzić z rodu Zabulona i opisany został jako urodziwy, lubiany, elegancki i łagodny. Według tych przekazów umarł w młodym wieku i został pochowany w rodzinnym grobowcu, co jednak nie znajduje potwierdzenia w źródłach historycznych.
Na podstawie analizy księgi egzegeci wnioskują o przychylności autora do kapłaństwa lewickiego (Ml 2,4-7), mimo piętnowania ich wykroczeń (Ml 1,6-2,9; 3,6-12). Prorok zastanawiał się nad uczuciami, jakimi obdarzył go Bóg (Ml 1,2-5), a także poruszał kwestię małżeństw z cudzoziemkami zagrażających świętości i trwałości przymierza z Bogiem (Ml 2,10-12). Z tekstu wynika troska Malachiasza o utrzymanie świątyń i ich pracowników (Ml 3,6-12), o sytuację porzuconych żon (Ml 2,14-16) i lud Judy (Ml 1,2-5). Przedstawił stanowisko w sprawie nieuchronnej kary od Boga, która dosięgnie krzywdzących bezbronnych (Ml 3,5), a także swoje religijne wyobrażenie Boskiej czci (Ml 1,5) i transcendentnej możliwości realizacji woli Bożej.
Zgodnie z tradycją żydowską za miejsce pochówku uważane są katakumby na zboczu Góry Oliwnej, w której miał spocząć obok Aggeusza i Zachariasza.

## Znaczenie
Malachiasz określany jest jako pokutny kaznodzieja, przypominający Amosa, Micheasza i Izajasza. W proroctwie gani występki i zapowiada Sprawiedliwy Sąd Boży (Ml 3,5), przedstawia wizję przymierza (Ml 2,10), ofiarę doskonałą (Ml 1,10), zapowiada także poprzednika mesjasza (Ml 3,1) i kapłaństwo. Korzystając, jako jedyny z autorów ksiąg profetycznych, z formy wypowiedzi ukształtowanej w okresie niewoli babilońskiej, polegającej na prowadzeniu polemiki z domyślnymi słuchaczami, wpłynął na utrwalenie tej formy. Styl księgi zaliczany do prozy sprawia, że Malachiasz uznawany jest za prekursora żydowskich skrybów i talmudystów.
Za sprawą Soboru Trydenckiego podkreślona została waga przepowiedni o ofierze czystej jako przepowiedni o mszy świętej:

Albowiem od wschodu słońca aż do jego zachodu
 
wielkie będzie imię moje między narodami,
 
a na każdym miejscu dar kadzielny będzie składany
 
imieniu memu i ofiara czysta.
 
Albowiem wielkie będzie imię moje między narodami -
 
mówi Pan Zastępów.

## Dzień obchodów i ikonografia
W synaksariuszu konstantynopolitańskim wymieniony jest 3 stycznia (16 stycznia (praw.)), a w Martyrologium Romanum wspominany 14 stycznia. W katedrze Santa Maria Assunta archidiecezji Lecce, w której Malachiaszowi oddaje się cześć w dniu 18 grudnia, znajduje się obraz przedstawiający proroka.
W ikonografii zachodniej przedstawiany jest na witrażach i rzeźbach jako bosy i brodaty starzec w długiej szacie, tak jak na Złotym Ołtarzu bazyliki św. Marka w Wenecji, witrażach chóru katedry św. Stefana w Bourges i XIV-wiecznej kaplicy w La Mailleraye-sur-Seine, a także XIII-wiecznych rzeźbach katedry w Amiens obok Jana Chrzciciela i Marka Ewangelisty.
Tradycja wschodnia ukazuje go również jako brodatego starca bądź jako młodzieńca o długich, kasztanowych włosach, z atrybutem świętych proroków zwojem zapisanym fragmentem Księgi Malachiasza.
Wizerunek Malachiasza spotykamy także w średniowiecznych rękopisach: w miniaturze umieszczonej na kartach pochodzącej z ok. 1084 roku „Biblii z Lobbes”, przedstawiającej scenę zesłania anioła Pańskiego, znajdującej się w Bibliothèque du Séminaire Episcopal w Tournai; XI-wiecznej „Biblii z Roda”, jako głoszącego kazania do 12 pokoleń Izraela; „Biblii z Winchester” z ok. 1160–1175 roku, będącej w zasobach Cathedral Library w Winchesterze, na ilustracji sceny widzenia Boga; XII-wiecznej miniaturze z „Biblii Gebharda”, w zasobach klasztoru Benedyktynów w Admont (pod Linzem), przedstawiającej sceny nauczania oraz XIII-wiecznej francuskiej Biblii z Biblioteki Laurenziana we Florencji, w której księgi ilustrowane są wizerunkami proroków.
W Polsce spotykamy wizerunek postaci Malachiasza w bazylice konkatedralnej Wniebowzięcia Najświętszej Maryi Panny w Gdańsku, na pochodzącej z drugiej połowy XV wieku predelli, w scenie adoracji Maryi Królowej obok pozostałych proroków.